# Henry Willey
Henry Willey (* 10. Juli 1824 in Geneseo, New York; † 15. März 1907 in South Weymouth, Massachusetts) war ein US-amerikanischer Botaniker, (Lichenologe), Journalist (New Bedford Daily Evening Standard) und Anwalt. Sein botanisches Autorenkürzel lautet Willey.
Willey arbeitete zunächst als Lehrer in Mattapoisett, Massachusetts, später studierte er bei seinem Vater Jura und wurde 1848 als Anwalt am Supreme Court von New York zugelassen. Er arbeitete als Anwalt in seinem Geburtsort Geneseo und in Spencerport, New York. 1851 zog er nach Massachusetts, arbeitete wieder als Lehrer und ließ sich schließlich in New Bedford nieder, wo er Herausgeber des dortigen The Standard wurde, eine Position, die er bis zu seinem Eintritt in den Ruhestand 1900 innehatte.
Seine Ausbildung in Lichenologie erhielt Willey von Edward Tuckerman, dessen letzte Schriften er herausgab. Zwischen 1867 und 1898 veröffentlichte Willey zahlreiche Arbeiten zu den Flechten seiner Heimat und beschrieb 26 neue Species. Ein Teil der Erstbeschreibungen von Tuckerman kann auch Willey zugeschrieben werden. Willey korrespondierte mit George Perkins Clinton, Mary L. Wilson und Charles Peck. Seine botanische Sammlung umfasste annähernd 10.000 Objekte und wurde an die Smithsonian Institution in Washington, D.C., verkauft.
1889 wurde Willey in die American Academy of Arts and Sciences gewählt. Nach Henry Willey sind die Gattung Willeya und die Arten Pyrenula willeyana, Lecanora willeyi, Ramalina willeyi und Thelephora willeyi benannt.
Willey galt als misstrauisch und seltsam, er befasste sich fast ausschließlich mit Büchern und botanischen Sammlungen. Er war seit 1864 mit Maria Cowing verheiratet, das Paar hatte einen Sohn.